# Cantonul Cruzini-Cinarca
Cantonul Cruzini-Cinarca este un canton din arondismentul Ajaccio, departamentul Corse-du-Sud, regiunea Corsica, Franța.

## Comune
| Comune               | Populație (1999) | Cod poștal | Cod INSEE |
| -------------------- | ---------------- | ---------- | --------- |
| Ambiegna             | 43               | 20151      | 2A014     |
| Arro                 | 51               | 20151      | 2A022     |
| Azzana               | 56               | 20121      | 2A027     |
| Calcatoggio          | 356              | 20111      | 2A048     |
| Cannelle             | 32               | 20151      | 2A060     |
| Casaglione           | 292              | 20111      | 2A070     |
| Lopigna              | 112              | 20139      | 2A144     |
| Pastricciola         | 81               | 20121      | 2A204     |
| Rezza                | 49               | 20121      | 2A259     |
| Rosazia              | 81               | 20121      | 2A262     |
| Salice               | 73               | 20121      | 2A266     |
| Sari-d'Orcino        | 259              | 20151      | 2A270     |
| Sant'Andréa-d'Orcino | 71               | 20151      | 2A295     |